# Olga Schuchkina
Olga Schuchkina (en russe : Ольга Васильевна Щучкина, Olga Vassilievna Chtchoutchkina), née Rotcheva le 23 octobre 1980 à Syktyvkar en République socialiste fédérative soviétique de Russie, est une fondeuse russe. Elle fait partie d'une famille de fondeurs de haut niveau qui comprend notamment Vassili Rotchev.

## Palmarès

### Jeux olympiques d'hiver
| Épreuve / Édition | Vancouver 2010 |
| Sprint            |                |
| 10 km             |                |
| 30 km (classique) | 37e            |
| Relais            |                |

### Coupe du monde
- Meilleur classement général : 36e en 2010. .
- Classement annuel : 91e en 2003, 66e en 2006, 96e en 2009, 36e en 2010, 90e en 2011.
- 1 podium individuel : 1 troisième place lors du 15 km poursuite de Rybinsk, le 23 janvier 2010.
- 13e du Tour de ski 2009-2010.